# 1860 en philosophie
Chronologie de la philosophie
- 1856
- 1857
- 1858
- 1859
- 1860
- 1861
- 1862
- 1863
- 1864

L’année 1860 a été marquée, en philosophie, par les événements suivants :

## Publications
- x

## Naissances
- 5 octobre : Lucien Laberthonnière, philosophe et théologien français, mort en 1932 à 72 ans.

## Décès
- 21 septembre : Arthur Schopenhauer, philosophe allemand, né en 1788.